# Violenza simbolica
Nelle scienze sociali con il concetto di violenza simbolica, introdotto a inizio anni 1970 dal sociologo francese Pierre Bourdieu, ci si riferisce alle forme di violenza esercitate non con la diretta azione fisica, ma con l'imposizione di una visione del mondo, dei ruoli sociali, delle categorie cognitive, delle strutture mentali attraverso cui viene percepito e pensato il mondo, da parte di soggetti dominanti verso soggetti dominati.
Costituisce quindi una violenza "dolce", invisibile, che viene esercitata con il consenso inconsapevole di chi la subisce e che nasconde i rapporti di forza sottostanti alla relazione nella quale si configura.  
Tale concetto, divenuto poi centrale nelle sue opere teoriche chiave, venne formulato da Bourdieu attraverso gli studi sulla società cabila e sul sistema scolastico francese. Queste due ricerche forniscono i due esempi più classici di violenza simbolica che il sociologo propone: l'imposizione di un arbitrio culturale nell'azione pedagogica e la replicazione del dominio maschile sulle donne tramite la "naturalizzazione" della differenziazione tra i generi.  
Strettamente connessi alla violenza simbolica sono quindi i concetti di habitus, il processo attraverso il quale avviene la riproduzione culturale e la naturalizzazione di determinati comportamenti e valori, e di incorporazione, il processo attraverso il quale le relazioni simboliche si ripercuotono in effetti diretti sul corpo dei soggetti sociali. 